# Девамрита Свами
Дева́мрита Сва́ми (IAST: Devāmṛta Svāmī, англ. Devamrita Swami; также известен как Джей Ма́тсья, англ. Jay A. Matsya; род. 16 октября 1950, Нью-Йорк, США) — индуистский кришнаитский религиозный деятель, проповедник и писатель; ученик Бхактиведанты Свами Прабхупады; один из духовных лидеров Международного общества сознания Кришны (ИСККОН), где он исполняет обязанности гуру и члена Руководящего совета. Девамрита Свами курирует деятельность ИСККОН в Бразилии, ЮАР, Австралии, Новой Зеландии и на Гавайских островах, а также является лидером духовной общины Гитанагари в Пенсильвании. Во второй половине 1980-х годов он был президентом кришнаитской общины Нью-Вриндаван в Западной Виргинии. Соавтор вызвавшей много полемики книги «Манифест варнашрамы» (1981).

## Биография

### 1950—1965 гг. Ранние годы
Согласно официальной биографии, будущий Девамрита Свами родился 16 октября 1950 года в Нью-Йорке. Он был первым ребёнком в религиозной христианской семье. Когда ему исполнилось четыре года, мать научила его читать. Будущий кришнаитский гуру принимал активное участие в церковных детских программах, пел гимны и изучал Библию, выучив многие из библейских стихов наизусть. Вместе с матерью, он часто посещал богослужения в пресвитерианской церкви, где, в возрасте тринадцати лет, ему однажды выпала возможность прочитать воскресную проповедь.
Первые три года начальной школы он проучился в частной лютеранской школе. Школьная администрация предложила в будущем оплатить его учёбу в университете, если он согласится избрать профессию священника. Однако, родителям вскоре стало трудно оплачивать учёбу сына в дорогом частном учебном заведении и они перевели его учиться в государственную школу. В 1960-е годы будущий Свами жил со своей матерью в западном районе Филадельфии (53rd Street и Catherine Street) и учился в Центральной старшей школе (одной из старейших школ США). Получив в награду за успехи в учёбе полную стипендию с оплатой проживания в двух престижных частных школах-интернатах в Нью-Гэмпшире, он в течение школьного года обучался в школе-интернате для мальчиков Холдернесс, а лето проводил в Академии Филлипса в Эксетере. Общение с детьми из богатых и известных семей Америки привело его к осознанию того, что «богатство и положение в обществе не приносят счастья».

### 1965—1972 гг. Духовные поиски. Учёба в университете. Знакомство с гаудия-вайшнавизмом
В пятнадцатилетнем возрасте, под влиянием материалистического образования будущий кришнаитский лидер стал агностиком. В шестнадцать лет музыка легенды американского джаза Джона Колтрейна снова пробудила в нём интерес к духовности. Его поразило, что на обложке альбома A Love Supreme Колтрейн открыто объявил, что любовь к Богу является высшей целью жизни. На другом альбоме музыканта, Om, юноша впервые услышал индуистские мантры и стихи из «Бхагавад-гиты».
Получив в возрасте 17 лет стипендию на обучение в Йельском университете, будущий вайшнавский свами погрузился в изучение истории, западной философии, антропологии, политологии, экономики и истории науки. Однако, ни один из западных мыслителей не произвёл на него впечатление. Молодой студент остался неудовлетворённым результатами своих интеллектуальных поисков и был разочарован неспособностью найти «эффективную социально-политическую стратегию для улучшения человечества». Незадолго до окончания университета, он поведал декану своего факультета, что не видит для себя будущего в материалистическом обществе. Декан заверил будущего гуру, что будучи выпускником Йельского университета, тот в будущем сможет «изменить мир».
В 1972 году будущий Девамрита Свами окончил университет, получив учёную степень бакалавра по экономике. Спустя месяц, он познакомился с трудами основателя Международного общества сознания Кришны (ИСККОН) Бхактиведанты Свами Прабхупады, купив на улице у кришнаитов книгу его авторства. Содержание книги произвело на него большое впечатление и он начал заказывать по почте кришнаитскую литературу, посвятив последующие шесть месяцев её изучению. Будущий свами посчитал, что представленное в книгах Прабхупады знание положило начало его настоящему образованию.

### 1973—1978 гг. Обращение в гаудия-вайшнавизм и первые годы в ИСККОН
В декабре 1972 года будущий гуру нанёс свой первый визит в кришнаитский храм в Нью-Йорке, который в то время располагался в Бруклине. Вскоре, под влиянием общения с кришнаитами, он решил отказаться от мирской карьеры и всецело посвятить себя духовной жизни. С этой целью, в марте 1973 года будущий санньясин поселился в нью-йоркском храме, приняв монашеский образ жизни. В январе 1974 года он получил от Прабхупады духовное посвящение и санскритское имя «Девамрита Даса».
Как и большинство других кришнаитских монахов, Девамрита занимался санкиртаной. Свои первые полтора года в ИСККОН он вместе с группой кришнаитских проповедников пел мантру «Харе Кришна» и продавал книги своего духовного учителя на улицах Нью-Йорка. Летом 1975 года он перешёл работать в штаб-квартиру издательства «Бхактиведанта Бук Траст» в Лос-Анджелесе, где сначала исполнял обязанности технического редактора, а затем — одного из главных редакторов. 29 июля 1975 года Девамрита получил от Прабхупады посвящение в брахманы.

### 1978—1985 гг. Миссионерская деятельность в Восточной Европе и принятие отречения
В 1978 году, через несколько месяцев после смерти Прабхупады, Девамрита отправился в Европу, где вместе с Харикешей Свами, Сучандрой и другими кришнаитскими проповедниками занялся миссионерской деятельностью в коммунистических странах Восточной Европы. Подпольно, Девамрита и его собратья по вере проводили собрания с верующими, контрабандой ввозили за «железный занавес» книги Прабхупады. Свою «подрывную» деятельность они осуществляли в глубочайшем секрете, скрываясь от охотившихся на них агентов спецслужб. Проповедью гаудия-вайшнавизма за «железным занавесом» Девамрита занимался вплоть до середины 1980-х годов. В 1978—1980 годы его базой были ФРГ и Австрия, а в первой половине 1980-х годов — Скандинавские страны.
9 марта 1982 года, в день Гаура-пурнимы, Девамрита принял от Харикеши Свами посвящение в санньясу (уклад жизни в отречении), получив при этом титул «свами».

### 1986—1993 гг. Нью-Вриндаван
В 1986 году Девамрита Свами поселился в кришнаитской общине Нью-Вриндаван в Западной Виргинии, в том же году став её президентом. Духовным лидером к тому времени де-факто отколовшейся от ИСККОН общины был Киртанананда Свами, а свой пост президента Девамрита сравнивал с ролью мэра. В это время Киртанананда начал проводить в общине так называемый «межрелигиозный эксперимент». Желая сделать гаудия-вайшнавизм более доступным для западных людей, воспитанных на христианской культуре, Киртанананда отошёл от принятых в ИСККОН традиционных вайшнавских стандартов. Девамрита и другие члены общины отрастили длинные волосы и бороды, а вместо традиционной вайшнавской одежды (дхоти и сари), носили рясы францисканских монахов. Все санскритские и бенгальские мантры и песнопения, используемые во время богослужений, стали исполняться в английском переводе с использованием западных музыкальных инструментов (таких как орган и аккордеон), а не традиционных индийских — мриданги и каратал. Повторени мантры «Харе Кришна» на чётках практиковалась молча, а не вслух. Киртанананда также начал давать посвящение в санньясу женщинам, поощряя их заниматься проповеднической деятельностью.
В 1987 году Руководящий совет ИСККОН исключил Киртанананду Свами из рядов организации. Девамрита Свами встал на сторону Киртанананды и в следующем, 1988 году, также был исключён из ИСККОН вместе с другими членами Нью-Вриндавана, оставшимися верными духовному лидеру общины.

### 1993—1995 гг. Миссионерская деятельность в Австралии и Новой Зеландии. Возвращение в ИСККОН
В 1993 году Девамрита Свами вместе тремя другими ньювриндаванскими санньясинами (одним из которых была женщина) отправился проповедовать в Австралию и Новую Зеландию. Девамрита и его сподвижники избегали контактов с ИСККОН и по прибытии в Новую Зеландию занялись поиском земли для основания независимой от ИСККОН общины. Их амбициозные планы и активная проповедь привлекли внимание австралийских и новозеландских СМИ. В 1994 году, после того, как попытки Девамриты проповедовать самостоятельно не увенчались успехом, он решил вернуться в ИСККОН. Руководящий совет ИСККОН согласился предоставить Девамрите амнистию и в 1995 году позволил ему вернуться в ряды организации.

### 1996-н.в. Деятельность в руководстве ИСККОН
В 1996 году Девамрита Свами был назначен региональным секретарём (вице-президентом) ИСККОН в Новой Зеландии, а в следующем, 1997 году, начал исполнять обязанности инициирующего гуру, получив тем самым право принимать учеников. В 2002 году Девамрита Свами был избран членом Руководящего совета ИСККОН. На этом посту он курировал деятельность ИСККОН в Эквадоре (2002—2005), Перу (2002—2006), Чили (2002—2008), Боливии (2002—2005), Новой Зеландии (2006—настоящее время), Австралии (2007—настоящее время), Северо-Западном регионе России (2003—2010), Армении (2004—2007), ЮАР (2007—настоящее время), Бразилии (2010—настоящее время) и на Гавайских островах (2009—настоящее время).
Одно время Девамрита Свами также занимал пост президента и вице-президента Руководящего совета ИСККОН.

### На русском
- Харикеша Свами, Девамрита Свами. Манифест Варнашрамы. Практическое руководство по реорганизации общества. — М.: Бхактиведанта Бук Траст, 1993. — 260 с.
- Девамрита Свами. Цена бхакти: истории о материальной и духовной жадности. — Омск: Издательство «Омск», 2009. — 128 с.
- Девамрита Свами. Бхакти-бхава: истории о материальных и духовных эмоциях. — Омск: Издательство «Омск», 2009. — 144 с.
- Девамрита Свами. Путь к свободе. — Премананда Пресс, 2003. — 100 с.

### На английском
Книги
- Harikeśa Swami Viṣṇupāda, Devāmṛta Swami. Varṇāśrama Manifesto for Social Sanity. — Los Angeles: Bhaktivedanta Book Trust, 1981. — 215 p. — ISBN 0892130423.
- Devamrita Swami. Searching for Vedic India / Foreword by Michael A. Cremo. — Los Angeles: Bhaktivedanta Book Trust, 2002. — 615 p. — ISBN 0892133503.
  - Devamrita Swami. Searching for Vedic India / Foreword by Michael A. Cremo. — 2nd ed. — Los Angeles: Bhaktivedanta Book Trust, 2007. — xii, 620 p. — ISBN 9781845990671.
- Devamrita Swami. Perfect Escape. — Los Angeles: Bhaktivedanta Book Trust, 2004. — 86 p. — (Contemporary Vedic Library Series). — ISBN 9171494804.
- Devamrita Swami. Hiding in Unnatural Happiness. — Los Angeles: Bhaktivedanta Book Trust, 2015. — 120 p. — ISBN 0947259864.

Статьи
- Devāmṛta Swami. The Dangers of Rabbit Consciousness: Closing our eyes is no way to deal with the wolf bearing down on us (недоступная ссылка — история) // Back to Godhead. — Philadelphia, PA: Bhaktivedanta Book Trust, 1983. — Т. 18, № 6. — С. 5-6, 22. — ISSN 0005-3643.
- Devāmṛta Swami. The Pope, Science, and the Vedas: Their union could have a profound influence on the advancement of human knowledge (недоступная ссылка — история) // Back to Godhead. — Philadelphia, PA: Bhaktivedanta Book Trust, 1984. — Т. 19, № 2-3. — С. 25. — ISSN 0005-3643.
- Devāmṛta Swami. What's Happening at Fahrenheit 662? A startling discovery gets modern science into hot water (недоступная ссылка — история) // Back to Godhead. — Philadelphia, PA: Bhaktivedanta Book Trust, 1984. — Т. 19, № 6. — С. 5-6, 23. — ISSN 0005-3643.
- Devāmṛta Swami. The Right Medicine: We place our trust in healers of the body, but we lack faith in true healers of the soul (недоступная ссылка — история) // Back to Godhead. — Philadelphia, PA: Bhaktivedanta Book Trust, 1998. — Т. 32, № 2. — С. 51-52, 60. — ISSN 0005-3643.
- Devāmṛta Swami. Bad Karma and Superb Bhakti in Ukraine (недоступная ссылка — история) // Back to Godhead. — Philadelphia, PA: Bhaktivedanta Book Trust, 2002. — Т. 36, № 3. — С. 44-51. — ISSN 0005-3643.
- Devamrita Swami. When the West Loved India (недоступная ссылка — история) // Back to Godhead. — Philadelphia, PA: Bhaktivedanta Book Trust, 2002. — Т. 36, № 5. — С. 42-46. — ISSN 0005-3643.

### На немецком
- Harikeśa Swami Viṣṇupāda, Devāmṛta Swami. Varṇāśrama-Manifest der sozialen Vernunft / Übers. aus dem Engl.: Ajataśatru Dāsa (Jürgen Wilms). — New York: Bhaktivedanta Book Trust, 1981. — xii, 244 p. — 75 000 экз. — ISBN 0892130431.

### На польском
- Jay Matsya, Krystyna Bocek. Śmierć dla zabójcy: podejście do narkomanii oparte na starożytnej kulturze wedyjskiej Indii. — 1985. — 17 с.